# Шумник (Літія)
Шумник (словен. Šumnik) — поселення в общині Літія, Осреднєсловенський регіон, Словенія. Висота над рівнем моря: 542,7 м.